# Сен-Бонне де Туара, Жан
Жан дю Кайлар д’Андюз де Сен-Бонне, маркиз де Туара (фр. Jean de Saint-Bonnet de Toiras; 1 марта 1585, Сен-Жан-дю-Гар, Лангедок-Руссильон — 14 июня 1636, Фонтането-д’Агонья, Пьемонт) — французский государственный и военный деятель, маршал Франции во времена правления Людовика XIII. Фаворит короля.

## Биография
Французский аристократ. Родился девятым и последним сыном Аймара де Сен-Бонне дю Кайлара, сеньора Туара.
В возрасте 14 лет поступил на военную службу к королю Генриху IV.
В возрасте 25 лет в чине лейтенанта — на службе у короля Людовика XIII. Состоял в штате парфорсной охоты. Позже стал капитан-лейтенантом королевской гвардии. Будучи протестантом, он всё же поддерживал своего короля-католика в борьбе с гугенотами.
Проявил себя, как храбрый и умелый стратег, верный королю в сражениях с противником при Сомюре (весна 1621), Монтобане (август-ноябрь 1621) и Монпелье (февраль-октябрь 1622), за что был особо отмечен Людовиком XIII.
В сентябре 1625 году принял участие в победоносном сражении против герцога Бенжамена де Рогана у острова Ре. После сражения был назначен губернатором острова и начал укреплять оборонительные сооружения с учётом будущих нападений, особенно в Форт-де-Ла-Прэ и Сен-Мартен-де-Ре.
В 1627 году чтобы поддержать защитников осажденной Ла-Рошели англичане во главе с герцогом Бэкингемом попытались захватить остров Ре, что привело ко второй осаде Сен-Мартен-де-Ре. Герцог установил блокаду крепости, длившуюся с июля до октября 1627 г. На помощь осаждённым был направлен маршал Франции Анри де Шомберг.
Вместе с маркизом де Туара (в 1627 году маркиз де Туара командовал Шампанским полком. Полковник, мастер де камп) французы одержали победу и преследовали отступившую английскую армию герцога Бэкингема, при этом последний понёс большие потери. Французы захватили четыре пушки и шестьдесят вражеских знамён.
В 1630 году за храбрость и заслуги в кампаниях де Туара был удостоен высшего национального воинского звания — маршал Франции.
Один из участников переговоров по заключению Кераскского мира в 1631 г. между Францией, Савойей и Австрийской империей.
12 апреля 1633 года, находясь в Пьемонте (Италия), он был награждён орденом Святого Духа. Однако отказался возвращаться во Францию специально, чтобы принять награду. Кардинала Ришельё, который был с ним в ссоре, использовал это для оскорбления, и лишил маршала регалий в ноябре 1633 года.
В 1636 году, по королевскому указу де Туара принял командование армией герцога Савойского, которая объединилась с Францией против Австрии. 14 июня 1636 года во время атаки на крепость Фонтането-д’Агонья в Ломбардии, выстрелом из аркебузы маршал был смертельно ранен.